# Nicolas Garcia Mayor
Pour les articles homonymes, voir Nicolás García (homonymie), García et Mayor.
Nicolas Garcia Mayor (né le 15 décembre 1978 à Bahía Blanca) est un entrepreneur et designer industriel argentin spécialisé dans le développement de projets humanitaires, sociaux et environnementaux. Il a vécu en Europe, travaillant à la fois dans le domaine de l'architecture et de l'innovation. Depuis 2000, il travaille en tant que designer industriel/humanitaire, identifiant, créant, développant et mettant en place des solutions innovantes dans les pays d'Amérique du Sud ainsi que dans le reste du monde (Chine, Autriche, Espagne, France, Émirats arabes unis…). Aujourd'hui, ses créations parcourent le monde et ont été présenté dans plusieurs pays. En 2014, la jeune chambre internationale (JCI) lui a remis le prix TOYP, qui récompense 10 jeunes ayant contribué à la paix, aux droits de l'homme et de l'enfant. TOYP.
Il fut invité à présenter l’une de ses inventions, appelée  Cmax System, durant la 68e Assemblée Générale des Nations unies à New York.UN   Il se rendit aussi au Vatican pour rencontrer le Pape François, qui bénit son projet et l'encouragea à poursuivre ses travaux. Le gouvernement argentin lui remit l'une des plus hautes distinctions « Ambassador of Argentina Country Brand », le qualifiant « de véritable fierté pour la nation Argentine ».  En 2016, le gouvernement Américain lui offrit la citoyenneté Américaine récompensant ainsi des « capacités extraordinaires » et un « talent brillant ». Son statut d'entrepreneur social lui a permis de participer à de multiples TED (conference),,,, autour du monde. Il a aussi travaillé en tant que consultant en management de l'innovation pour des organisations internationales telles que les Nations unies (NU), la Banque Interaméricaine de Développement, IADB,, plusieurs universités à travers le monde, ,,,,,, des gouvernements locaux et nationaux ,, ainsi qu'un certain nombre d'ONG. Il a aussi partagé son expertise et sa connaissance des besoins humanitaires avec  Médecins Sans Frontières (MSF), CONICET en Argentine, l'Institut Masdar d'Abu Dhabi, le NIFEG au Nigeria ou encore le Séminaire de Salzbourg en Autriche. Il fut aussi choisi par le consultant Marcus Evans pour rejoindre le Sommet Mondial du Design Industriel à Cannes et Berlin en tant que consultant pour des compagnies telles que BMW, Audi, Coca Cola, Google et Facebook.
- Fondateur de cinq entreprises[23].
- Cofondateur et président de huit ONG et organisations à but non lucratif[24].
- Designer et développeur de plus de 200 produits innovants[25].

## Biographie

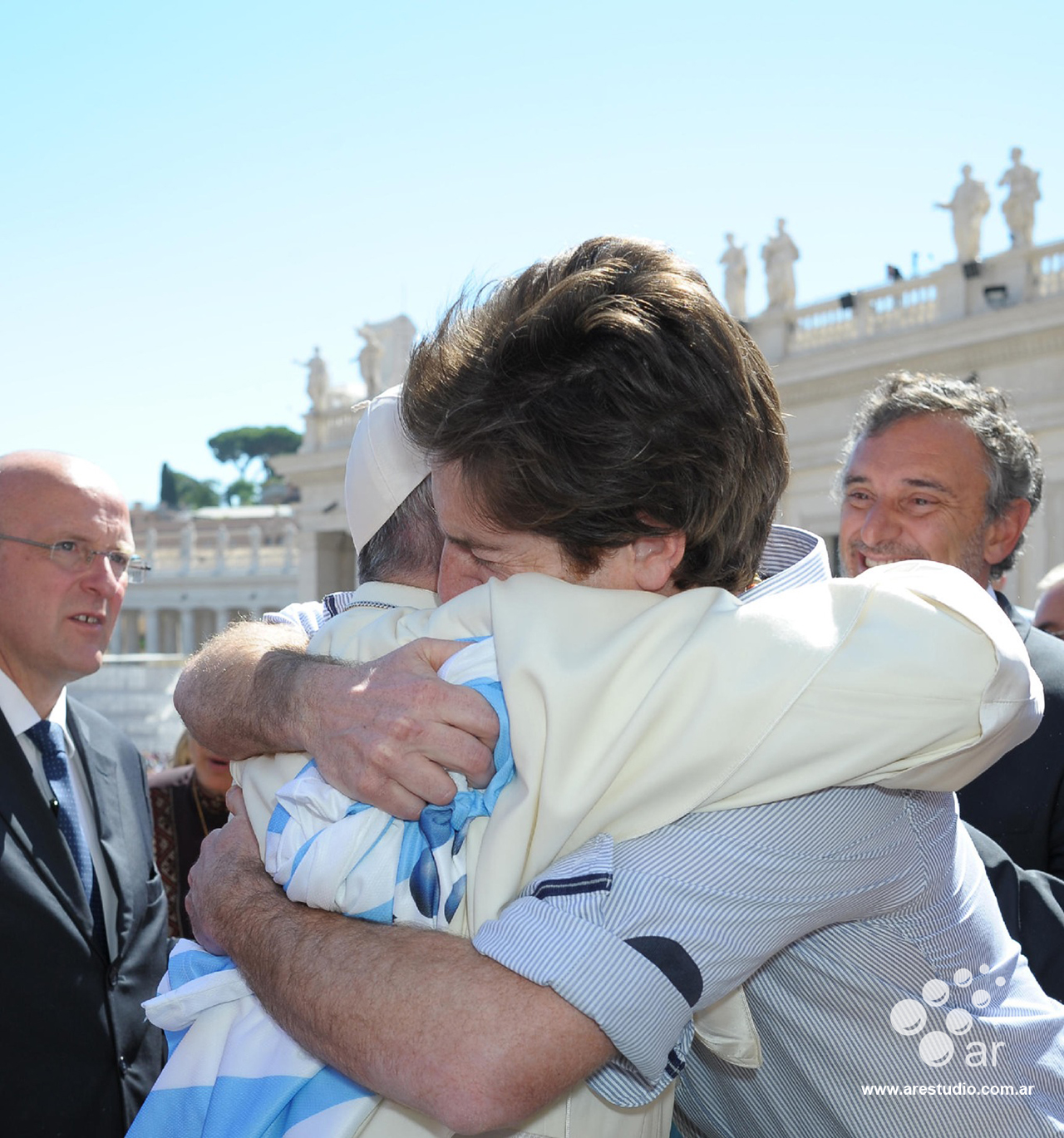
Nicolas Garcia Mayor avec le Pape François

Nicolas Garcia Mayor est né le 15 décembre 1978 à Bahia Blanca (Au sud de la province de Buenos Aires, Argentine). Après une licence en informatique, il déménage à La Plata où il obtient son diplôme en Design Industriel pour plus tard poursuivre dans le domaine de l'EcoDesign Université Nationale de La Plata, Faculté des Beaux-Arts. En 2000, il fonde une entreprise de design industriel ayant pour vocation de résoudre les problèmes de design et de développer de nouveaux projets innovants. Dans le cadre de sa thèse en 2001, il présente le Cmax System, un système d'hébergement d'urgence pour les réfugiés et « personnes déplacées » pour cause de catastrophes naturelles ou de conflits armés,. Lorsqu'il devient designer industriel en 2003, il emménage à Tarragone en Espagne où il crée et développe de nouveaux produits et projets architecturaux pour différentes compagnies et organes du gouvernement espagnol. Il fonde la start-up CATARGE, avec son frère aîné Sebastien, dans le but de concevoir des projets d’habitations et de bâtiments commerciaux. En 2004, il retourne en Argentine, ouvre de nouveau Ar estudio, crée un nouvel espace design et travaille pour plusieurs compagnies internationales parmi lesquels Cargill, Petrobras, YPF, Dow Chemical, le gouvernement du Portugal, le gouvernement du Brésil… Il conçoit le premier laboratoire criminel mobile, pour le compte du Ministère de la Sécurité de Buenos Aires, permettant ainsi à la Police Scientifique de fouiller les scènes de crime avec l'équipement à bord. En 2009, il fonde et préside le Département des Jeunes Entrepreneurs de l'Union Industriel de Bahia Blanca, un espace où les jeunes entrepreneurs de la région peuvent obtenir du soutien.
En 2016, à Washington, à  quelques pas de la Maison Blanche, Garcia Mayor ouvre le siège du Cmax System Inc [une entreprise d'intérêt pour la société ou B corporation] ayant pour but de donner un toit aux réfugiés. La même année, il lance la fondation Cmax qui cherche à  reconstruire maisons, écoles, hôpitaux et à venir en aide aux personnes victimes de catastrophes naturelles ou de conflits armés « Cmax Foundation »(Archive.org • Wikiwix • Archive.is • Google • Que faire ?) (consulté le 4 juillet 2017) qui cherche à reconstruire maisons, écoles, hôpitaux et à venir en aide aux personnes victimes de catastrophes naturelles ou de conflits armés.
Il a conçu et développé différents projets allant du décapsuleur à l'hôtel en Espagne en passant par un train à grande vitesse en Chine, un centre d'information pour les touristes, un véhicule électrique pour collecter les déchets  (TATO) ou encore une voiture de course pour le Rallye Dakar.
En tant qu'entrepreneur social, il a créé et conçu de nombreux projets humanitaires en Argentine, en Colombie, au Paraguay et au Guatemala : des prothèses de main et de bras en 3D, des centres pour les enfants souffrant de malnutrition et un centre pour les personnes âgées. Il a cofondé plusieurs ONG et associations à but non lucratif.
- Fundacionar : Une organisation en faveur de changements mondiaux grâce à l'humanitaire et l'innovation sociale
- Cmax Foundation : Une fondation qui améliore les conditions de vie des réfugiés victimes de catastrophes naturelles ou de guerres.
- GOIN : Group of Integrative Oncology (domaine de la cancérologie)
- RSE UIBB : la Responsabilité Sociale des Entreprises Ministère de l'industrie de l'Union
- DJE UIBB : Département d'union industriel pour les jeunes entrepreneurs
- CEPDIN : Centre pour les enfants souffrant de malnutrition
- NATAN : Centre pour les personnes âgées vulnérables.
- Una Ilusión : Centre multidisciplinaire pour le développement de l'enfant.

## Produits et infrastructures conçus par Nicolas Garcia Mayor

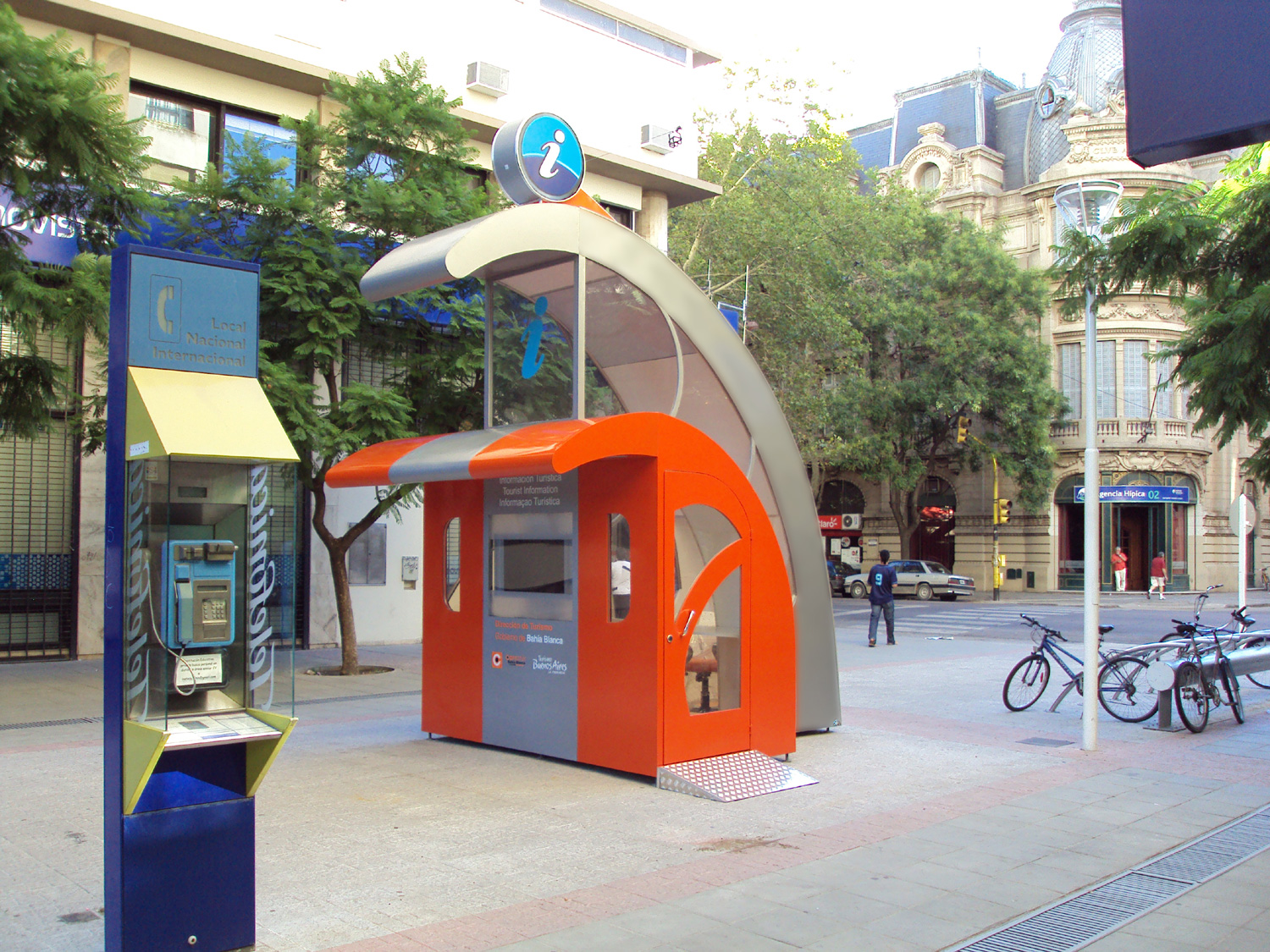
Kiosque d'information touristique conçu par Nicolás García Mayor

## Prix et récompenses
(novembre 2018).
- Honore Speaker in The creative industries at University of Cuyo UNCuyo Mendoza Argentina 2016[18]
- Award in The Ibero American Design Biennial BID16 / The Best Product Design / The Cmax System Madrid Spain 2016[28]
- Keynote Speaker Congress Institute of Industrial Engineers Guayaquil Ecuador 2016[15]
- Honore Speaker in Inter-American Development Bank DEMAND SOLUTIONS IDEAS FOR IMPROVING LIVES Washington DC 2015[29]
- Honore Speaker in United Nations Headquarters JCI GLOBAL PARTNERSHIP SUMMIT NEW YORK 2015[30]
- Honore jury in IB50K Technology Startup Business Plan Instituto Balseiro (Atomic Center of Bariloche/Argentina) the National Atomic Energy Commission of Argentina. 2015
- Selected in 2015 within the 30 most Young Cultural Innovators in the world, as advisory in the humanitarian problems at Salzburg Austria 2015[31]
- Nominated for 2015 Business for Peace Award, given to "business leaders whose actions and commitments constitute an exceptional contribution to the promotion of ethical behavior and peace" in Oslo, Norway[32].
- Distinction for professional achievements 2013, awarded by the Honorable Senate of the Province of Buenos Aires[33].
- Distinction for professional work 2013, awarded by the Association of Industrial Designers of Buenos Aires[34].
- JCI TOYP 2014 Honoree (Leipzig, Germany) as a Young Outstanding Person of the world for his contribution to children, world peace and Human Rights[1].
- JCI TOYP 2013 Honoree as a Young Outstanding Person of Argentina for his contribution to children, world peace and Human Rights[35].
- JCI TOYP 2013 Honoree as a Young Outstanding Person of the Province of Buenos Aires for his contribution to children, world peace and Human Rights[36].
- “Citizen Recognition” given in 2014 by the Honorable Council of Bahía Blanca, for the merits achieved in the humanitarian field[37].
- “Guest of honor” of the government of Rio Grande in 2014[38].
- “Argentine Creative” Award 2014 given by Argentine Creative Circle, award given to people who stand out for their originality and ingenuity. The same award was received by outstanding people such as: Clorindo Testa, Jorge Guinzburg, Jorge Lanata, Gustavo Santaolalla, Juan Carr, Adrián Paenza, Mario Pergolini, among others[39].
- Distinction "Development Leadership: Governor Enrique Tomás Cresto 2014 " awarded by the Senate of the Nation for his work on behalf of their communities and the progress of society[40].
- Award “Exportar 2013” by Fundación Exportar for his contribution to national development and export of value added[41].
- Ar estudio, awarded in 2014 with the “International Star for Leadership in Quality” (ILQ) at Paris Congress Hall, France.
- Ar estudio, chosen as representative of Argentina in Maison et Objet 2013 industrial design exhibition in Paris, France.
- Award “Ambassador of Argentina country brand” by the Ministry of Tourism of Argentina[42].
- Cmax System, selected by the Argentine Foreign Ministry to represent the country at the International Forum for Development of Humanitarian Affairs 2013 held in Washington DC.[43]
- Cmax System, selected by the Argentine Foreign Ministry to represent the country at the Dubai International Humanitarian Aid and Development (DIHAD) Conference 2013.
- UN Honored Guest to présent the Cmax System at the 68º General Assembly in front of representatives of the world in September 2013[44].
- Distinction by the office of the UN Humanitarian Aid OCHA for his participation as a panelist in December 2 013 in the Regional Meeting on International Mechanisms for Humanitarian Assistance in Latinamerica and The Caribbean in United Nations Headquarters in New York[45].
- Ar estudio, awarded first prize “innovative SMEs” in 2013 by the Ministry of Production, Science and Technology of the Province of Buenos Aires[46].
- Ar estudio, awarded “Innovative Company” in 2012 by the Ministry of Production, Science and Technology of the Province of Buenos Aires[47].
- Ar estudio, selected within the 15 most prominent studios in the world, by consultant Marcus Evans to join the Industrial Design Summit in Cannes 2010 as a consultant to leaders such as BMW, Audi, Coca Cola, Google, Facebook and Electrolux among others companies[48].
- Ar estudio, awarded "Company with Commitment and Social Responsibility" in 2010 by the Corporation of Commerce, Industry and Services Bahia Blanca.
- Ar estudio, selected for the Innovation Catalog Argentina 2010/2011/2012/2013 by the Ministry of Science and Technology of Argentina[49].
- First prize “Best International Awareness Campaign on Industrial Safety” by the company Cargill in 2010.
- First prize “Best International Awareness Campaign on Industrial Safety” by the company Cargill in 2008.
- Awarded by the company Petrobras for the design of tools and safety valves for maneuvers in refineries in 2005.
- Cmax System declared "project of public interest" by the Buenos Aires Province Chamber of Deputies in 2002.
- Cmax System declared "project of public interest" by the Honorable Council of Bahía Blanca in 2002.
- Recognition of Ministry of Security of the Province of Buenos Aires, on undertaken projects for the Scientific Police in 2000.